# Качнылор
Качнылор (Качны-Лор) — озеро в центральной части Сургутского района Ханты-Мансийского автономного округа (Тюменская область), расположенное в 10 км к востоку от посёлка Фёдоровский. 
Озеро имеет прямоугольную форму, вытянуто с юго-востока на северо-запад. Его длина около 6,7 километра, ширина достигает 3,8 километра в северо-западной части. Площадь поверхности — 21,6 км². Расположено на высоте 63,9 метров над уровнем моря. Средняя глубина озера варьируется в пределах 1.5–1.8 м. Дно илистое, в прибрежной части встречаются чистые и заиленные пески. Водородный показатель pH составляет 7.18.
Берега сильно заболочены. Острова отсутствуют. На берегах — стойбище хантов «Лук-Яун», охотничье хозяйство и база отдыха. Из болот к северу и к югу вытекают протоки, текущие соответственно в реки Ультъягун и Моховая.
Водоём представляет интерес для любителей рыбной ловли. Ловится окунь, щука, елец и язь. 
Качнылор располагается в районе нефтедобычи, его территория входит в Фёдоровское нефтяное месторождение, открытое в 1971 году и эксплуатируемое ПАО «Сургутнефтегаз». Один куст скважин отсыпан прямо в центре озера, к нему имеется подъездная дорога.